# Revizionismul interbelic european
Revizionismul interbelic din Europa este acea parte a politicii unor state care din diferite motive au căutat activ să revizuiască deciziile semnate prin tratatele de pace de la Paris, de după Primul Război Mondial, chiar și pe calea forței. Printre aceste state s-au numărat: Germania Nazistă, Uniunea Sovietică, Ungaria, Italia Fascistă și Bulgaria. Dată fiind situația sa geopolitică, fiind vecină cu trei dintre aceste țări, România a trebuit să promoveze o politică interbelică moderată, dar oricum, dificilă în fața pretențiilor teritoriale revizioniste ale unor state vecine. 

## Radicalizarea cererilor revizioniste
Politica României de a-și apăra integritatea teritorială a reușit până în preajma izbucnirii celui de al Doilea Război Mondial, când pozițiile politice ale revizioniștilor s-au radicalizat profund,  Ungaria horthystă emițând  în contra Tratatului de la Trianon pretenții asupra Transilvaniei, iar rușii dorind ca statul român să „mute” frontiera sa estică (moldoveană) de pe râul Nistru pe Prut, deci să evacueze Basarabia (Est-Moldova). Către 1940, statele revizioniste au început să pregătească prin alianțe sau pacte obținerea de teritorii străine prin forță sau dictate: Pactul Tripartit (germano-italo-japonez) și pactul Ribbentrop-Molotov germano-rus, care deși era intitulat „de neagresiune”, avea o anexă imperialistă secretă unde, Germania și Uniunea Sovietică s-au acordat „expansionist”, germanii spre est și rușii spre vest.

## Dictatul de la Viena
Tot pe linia revizionismului interbelic arbitrar a fost dat Dictatul de la Viena (rezultatul unui arbitraj internațional bistatal), prin care Germania și Italia  au impus ruperea unei mari  părți din teritoriul nord-vestic (Nord-Transilvania) al statului român, dându-l Ungariei revizioniste, condusă de Horthy. Autorii dictatului urmăreau prin proclamarea lui, sprijinirea geopolitică a planului lor general de reîmpărțire expansionistă a Europei, care va cauza  declanșarea celui de Al Doilea Război Mondial. Transilvania de Nord a fost ocupată și administrată de statul horthyst ungar până la sfârșitul anului 1944, când va fi eliberată de trupe sovietice și române.